# 개화주화책
개화주화책(開化主和策)은 조선 말기 명성황후 민씨 일파가 주장한 대외정책을 말한다.
흥선대원군이 쇄국정책을 주장하여 외국과의 통상조약 체결을 거부하고 외국문물의 수입을 금지하다가 고종의 친정선포로 1873년 하야하자, 민비 일파는 대원군을 배척하는 구실의 하나로 나라의 문호를 열고 서양문물을 수입할 것을 주장했다. 그러나 이 정책은 시대의 절실한 요구에 좇아 이루어진 것이 아니라, 전근대적인 보수성을 그대로 지닌 채 정권을 강화하려는 수단으로 청나라 세력을 끌어 들이기 위한 것에 지나지 않았다는 한계성을 지니고 있다.